# Артур Джонсон (футболіст, 1879)
Артур Вір Скотт Джонсон (англ. Arthur Vere Scott Johnson, 12 квітня 1879 — 23 березня 1929) — ірландський футбольний тренер і футболіст, який грав на позиціях нападника та воротаря за ФК Мадрид .
Він був однією з найважливіших фігур в аматорських початках Реала Мадрида, адже знання, які він привіз із більш розвиненого футболу в Англії, допомогли клубу швидко зростати в спортивному плані в перші роки, ставши одним із головних творців фундаменту, завдяки якому клуб здобув перші титули та став одним із найкращих у країні на початку 20 століття. Джонсон також був історичним гравцем «Реала», увійшовши до складу першої команди клубу в 1902 році, а згодом став першим тренером клубу, працюючи на цій посаді десять років, із 1910 до 1920 року.

## Ігрова кар’єра
Народившись у Дубліні, коли Ірландія ще була частиною Сполученого Королівства, Джонсон, за однією з відомостей, ідентифікував себе як «англієць», а не «ірландець», хоча в той час термін «англієць» часто вживався як синонім «британський громадянин».
13 травня 1902 року Джонсон увійшов в історію як один із одинадцяти футболістів, які зіграли в першому офіційному матчі Реал Мадрида на Кубку Коронації, який також став першим Ель Класіко. Саме він забив перший змагальний гол в історії «Реала» в матчі, що завершився поразкою 3:1 від «Барселони». Потім він допоміг «Мадриду» здобути втішний трофей під назвою Кубок Гран Пенья, який став першим трофеєм клубу.
Завдяки своїм глибоким знанням футболу, які він привіз із Англії, Джонсон грав на різних позиціях у півзахисті, а також як воротар. Він стояв у воротах у першому в історії фіналі Кубка Іспанії в 1903 році, який завершився поразкою 3:2 від «Атлетік Більбао». Джонсон був частиною легендарної команди «Мадрида», яка виграла Кубок Іспанії чотири рази поспіль із 1905 по 1908 рік.

## Тренерська кар’єра
Під час своєї ігрової кар’єри Джонсон демонстрував свої знання, організовуючи команду та даючи їй вказівки, які стали першими тактичними правилами клубу. У 1910 році він став першим тренером «Реал Мадрида», обіймаючи цю посаду протягом десяти сезонів. Лише Мігель Муньйос тренував клуб у більшій кількості матчів. Саме Джонсон вплинув на те, щоб «Мадрид» грав у класичній білій формі, подібній до тієї, яку носив «Корінтіан». Як тренер він здобув чотири регіональні чемпіонати та один Кубок Іспанії в 1917 році, коли його команда перемогла «Аренас Клуб» з рахунком 2:1.

## Смерть
Джонсон помер від пневмонії у віці 50 років, 23 березня 1929 року. Його поховали на цвинтарі Рейк Лейн у Воллесі з написом для його дружини Ади, яка померла в Канаді у 1961 році.

## Нагороди
| Мадрид ФК - Чемпіонат регіону Сентро: 1904–05, 1905–06, 1906–07, 1907–08. - Кубок Іспанії з футболу: 1905, 1906, 1907, 1908; фіналіст 1903 - Кубок Гран Пенья: 1902 | Мадрид ФК - Чемпіонат регіону Сентро: 1912–13, 1915–16, 1916–17, 1917–18 - Кубок Іспанії з футболу: 1917 |